# Olhadinha
"Olhadinha" (estilizada em letras maiúsculas) é uma canção dos artistas brasileiros Pedro Sampaio e Zé Felipe. A canção foi lançada para download digital e streaming através da Warner Music Brasil em 13 de outubro de 2022. O videoclipe foi lançado um dia após do lançamento da canção nas plataformas digitais, e conta com conceito inspirado no filme The Truman Show.

## Lançamento e promoção
A divulgação do single começou com uma vinheta na TV Globo anunciando um reality show chamado A Vida de Pedro e Zé, mas tudo não passava de uma brincadeira e marketing dos artistas para apresentar seu novo lançamento. No dia seguinte, Pedro anunciou o seu retorno com publicações através das redes sociais com o single "Olhadinha", com participação de Zé Felipe. "Olhadinha" foi lançada para download digital e streaming em 13 de outubro de 2022.

## Videoclipe
Dirigido por Diego Fraga, o videoclipe foi inspirado no filme The Truman Show, de Peter Weir. A produção apresenta Pedro e Zé dentro de um reality show chamado A Vida de Pedro e Zé, onde assim como no filme, o protagonista está preso em uma espécie de reality show, em que todas as suas relações artificiais eram televisionadas para o mundo sem que ele soubesse. O videoclipe conta com participação de Pedro Bial, conhecido por ter apresentado o reality show Big Brother Brasil.

## Apresentações ao vivo
Sampaio apresentou "Olhadinha" pela primeira vez no Música Boa Ao Vivo em 8 de novembro de 2022.

## Faixas e formatos
| Download digital / streaming |             |         |  |
| N.º                          | Título      | Duração |  |
| 1.                           | "Olhadinha" | 2:17    |  |

## Histórico de lançamento
| Região | Data                  | Formato(s)                 | Gravadora(s) | Ref.  |
| ------ | --------------------- | -------------------------- | ------------ | ----- |
| Várias | 13 de outubro de 2022 | Download digital streaming | Warner Music | [ 6 ] |